# Бая и Латина
Ба̀я и Латѝна (на италиански: Baia e Latina) е община в Южна Италия, провинция Казерта, регион Кампания. Разположена е на 123 m надморска височина. Населението на общината е 2349 души (към 2010 г.).
Административен център на общината е село Бая (Baia).